# Cable LapLink
Un cable Laplink, también conocido como cable nulo de impresora, permite la conexión de dos ordenadores a través del puerto paralelo para establecer una conexión directa por cable.
El cable se introdujo en 1983 con el paquete LapLink, de Traveling Software, para permitir una transferencia rápida de datos entre los primeros ordenadores con MS-DOS, dando velocidades de transferencia mucho más rápidas que el cable serie de módem nulo tradicional. Casi todos los ordenadores tenían entonces un puerto de impresora paralelo, y no estaban disponibles ni USB ni Ethernet sobre par trenzado .
El programa INTERSVR en MS-DOS 6.0 también podía utilizar el cable LapLink.

## Travelling Software
Travelling Software se conoce ahora como Laplink Software, Inc. y su software principal es ahora PCmover. Con la desaparición de los puertos paralelos en los ordenadores, Laplink ya no vende el cable tradicional. En su lugar, tiene cables de USB a disco duro, de USB a USB y de Ethernet a Ethernet. Un cable Laplink puede verse como un equivalente paralelo a un cable de módem nulo serie. Debido al mayor ancho de banda del puerto paralelo en comparación con el puerto serie, un cable Laplink es capaz de transferir datos más rápidamente.

## Cableado
El cable utiliza dos conectores macho DB25, cableados de la siguiente manera:    
| Strobe       | 1  | 1  | Strobe       |
| D0           | 2  | 15 | Error        |
| D1           | 3  | 13 | Seleccionar  |
| D2           | 4  | 12 | Sin papel    |
| D3           | 5  | 10 | ACK          |
| D4           | 6  | 11 | Ocupado      |
| ACK          | 10 | 5  | D3           |
| Ocupado      | 11 | 6  | D4           |
| Sin papel    | 12 | 4  | D2           |
| Seleccionar  | 13 | 3  | D1           |
| Error        | 15 | 2  | D0           |
| Sel. entrada | 17 | 17 | Sel. entrada |
| GND          | 18 | 18 | GND          |
| GND          | 19 | 19 | GND          |
| GND          | 21 | 21 | GND          |
| GND          | 22 | 22 | GND          |
| GND          | 23 | 23 | GND          |
| GND          | 25 | 25 | GND          |